# 4735 Gary
A 4735 Gary (ideiglenes jelöléssel 1983 AN) a Naprendszer kisbolygóövében található aszteroida. Edward L. G. Bowell fedezte fel 1983. január 9-én.